# Loi des principes du Mouvement national
 (avril 2024).
Si vous disposez d'ouvrages ou d'articles de référence ou si vous connaissez des sites web de qualité traitant du thème abordé ici, merci de compléter l'article en donnant les références utiles à sa vérifiabilité et en les liant à la section « Notes et références ».
La Loi des principes du Mouvement national (Ley de Principios del Movimiento Nacional) ou Loi des principes fondamentaux du Mouvement national (Ley de Principios Fundamentales del Movimiento) de 1958 est une les huit lois fondamentales du franquisme et met en place, comme son nom l'indique les principes sur lesquels était basés le régime, les idéaux de Patrie, de famille et de religion ainsi que le plus haut respect des lois fondamentales et de la monarchie conservatrice qui était en théorie en place en Espagne à ce moment-là.
La loi fut directement promulguée par Franco puis approuvée par les Cortes par acclamation.

## Communion des idéaux
Le Mouvement national est la communion, c'est-à-dire dans la participation dans une entreprise commune des Espagnols dans les idéaux qui ont donné vie à la « Croisade. » Il avait pour objectif de garantir la coexistence pacifique grâce à la construction d'une société ordonnée., d'où la nécessité d'une organisation sur laquelle le Mouvement National pourrait s'appuyer et à travers laquelle il pourrait remplir ses fonctions. Le Mouvement National se conçoit alors comme une organisation dont font partie ceux qui dirigent la lutte pour que ces principes se réalisent dans la vie espagnole de tous les jours et ceux qui souhaitent participer à cette tâche par leurs actions au quotidien.

## Les Principes
Les douze principes n'ont pas le même contenu : certains formulent certaines convictions politiques, d'autres mettent en place un système d'institutions et enfin, d'autres décrive une action concrète du Gouvernement. Les premiers sont des principes doctrinaux, les deuxièmes des principes organiques et les troisièmes des principes du programme

### Principes doctrinaux
Le principe I établit l'unité nationale et le devoir de tous les Espagnols de servir la Patrie.
Le principe II déclare l'obéissance de la Nation espagnole à la Loi de Dieu édictée par l'Église, dont la doctrine inséparable de la conscience nationale inspirera les lois.
Le principe III affirme l'aspiration de l'Espagne à l'instauration de la justice et de la paix entre les nations.
Le principe IV attribue à l'Armée le devoir de défendre l'unité, l'intégrité et l'indépendance de la Patrie.
Le principe V fonde la communauté nationale dans l'homme et la famille. Il subordonne l'intérêt particulier à l'intérêt général et place tous les Espagnols sous la protection de la Loi.

### Principes organiques
Le principe VII instaure la Monarchie comme système politique avec les caractéristiques de la tradition catholique, sociale et représentative.
Le principe VIII organise la participation politique au travers de la famille, de la municipalité et du syndicat.

### Principes du programme
Le principe IX déclare le droit des Espagnols à une Justice indépendante et aux bienfaits de l'éducation.

## La participation au Mouvement National
Les Principes proposent des opinions servant de point de départ, des institutions et un programme de Gouvernement et que l'addition de tous ces éléments constitue un idéal à atteindre. Pour cette raison, avoir l'activité politique consiste à atteindre cet idéal.

## Les associations
Il y avait cinq classes d'associations :
- Les associations familiales
- Les associations de jeunes
- Les associations professionnelles
- Les associations culturelles
- Les associations politiques

## L'organisation du Mouvement
L'organisation du Mouvement était assurée par les organes au travers desquels il agissait :
- La Direction Nationale
- Le Conseil Général
- Le Secrétariat Général
- Les Conseils provinciaux et locaux.

## À noter
Tout fonctionnaire devait jurer obéissance à cette loi pour monter sa loyauté au franquisme